# Manuel Rodríguez (película de 1920)
Manuel Rodríguez  es una película muda en blanco y negro chilena de 1920 dirigida por Arturo Mario. Basada en la novela Durante la reconquista de Alberto Blest Gana, narra las aventuras del prócer chileno Manuel Rodríguez por obtener la independencia de Chile durante el periodo de la Reconquista.

## Producción
Manuel Rodríguez se basa en la novela histórica Durante la reconquista de Alberto Blest Gana escrita en 1897. Fue realizada por la productora Marío-Padín Films, que habían filmado en el país las películas Alma chilena (1917), La avenida de las acacias (1918) y Todo por la patria o El girón de la bandera (1918).
Dirigida por el italiano Arturo Mario, quien también fue su productor, e interpretó uno de los papeles principales. Manuel Rodríguez se estrenó el 18 de mayo de 1920 en el cine Alhambra de Valparaíso. En Santiago fue estrenado en junio del mismo año.
El papel del protagonista Manuel Rodríguez fue interpretado por Pedro Sienna, quien volvió a reencarnarlo en la célebre película El húsar de la muerte de 1925.
En su realización se utilizaron 1900 metros de cinta. El vestuario de los civiles fue confeccionado siguiendo el diseño del Álbum geográfico de Chile de Claudio Gay. Los trajes militares y armamentos fueron hechos de los modelos facilitados por el Museo Histórico Militar. En la realización de las escenas fueron reconstruidos algunas fachadas del Santiago de esa época, como la Catedral para la escena del fusilamiento del Capitán San Bruno.

## Elenco

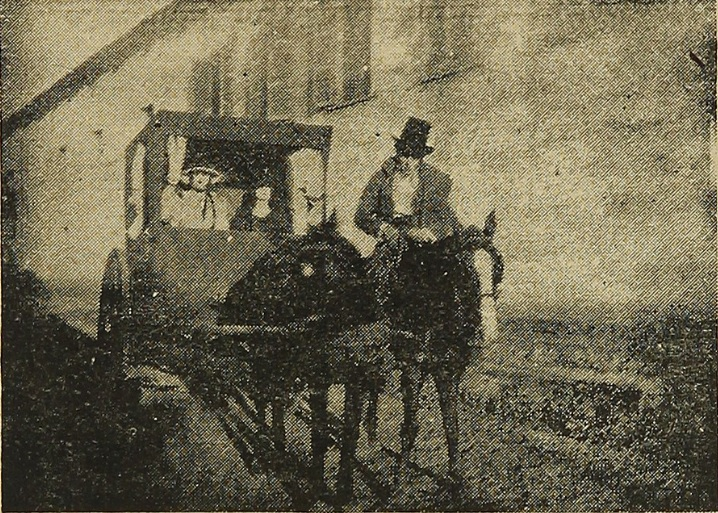
Escena de Manuel Rodríguez publicada en la revista "La Semana cinematográfica" (1920).

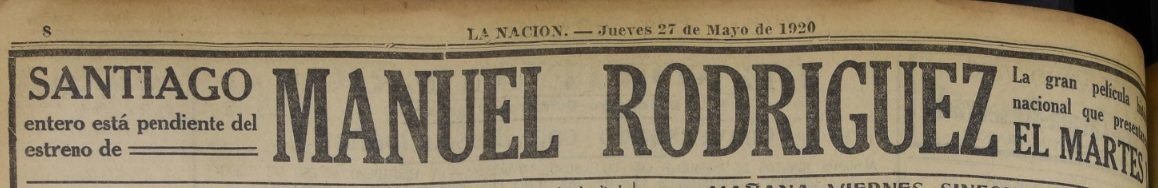
Publicidad de Manuel Rodríguez publicada en el diario "La Nacion" (1920).

| Actor               | Personaje                             |
| ------------------- | ------------------------------------- |
| Pedro Sienna        | Manuel Rodríguez                      |
| María Padín         | Luisa Bustos                          |
| Isaura Gutiérrez    | Trinidad Bustos                       |
| Isidora Reyé        | Violante de Alarcón                   |
| Aurora Salas        | Clarisa, madre de Trinidad            |
| Clara Pérez         | Marica, hija del tabernero Contreras  |
| Nicanor de la Sotta | Abel Malsira                          |
| Arturo Mario        | Capitán San Bruno                     |
| Héctor Dragoni      | Hérmogenes Laramonte, coronel español |
| Enrique Canouet     | Casimiro Marcó del Pont               |
| Francisco Ferrer    | Alejandro Malsira                     |
| O. Bertullo         |                                       |
| V. Espila           |                                       |
| O. Seguí            |                                       |
| Bettancourt         |                                       |
| Alf. Ansaldo        | Oficial de la guardia de la princesa  |
| Juan Pérez          | El bandido Neira                      |
| Nicasio Rodríguez   | El roto Contreras                     |
| N. González         | Juan Argomedo                         |